# José Gallostra y Coello de Portugal
José Gallostra y Coello de Portugal (31 de enero de 1895-20 de febrero de 1950) fue un diplomático español.

## Biografía
Nacido en 1895, comenzó su carrera diplomática como agregado de la Embajada española en París. Con posterioridad, a lo largo de su vida, realizó funciones diplomáticas en las legaciones de El Salvador, Oslo, Roma, Pekín, Düsseldorf, Tetuán, Asunción, Sao Paulo o La Paz. También ocuparía otros cargos relevantes, como delegado de España en el Consejo Mundial de la Prensa o jefe del gabinete diplomático de la Alta Comisaría de España en Marruecos.
En 1936, tras el estallido de la Guerra civil, era cónsul en Cardiff. Se unió a las fuerzas sublevadas. Durante la contienda llegó a ostentar la graduación de alférez de complemento de artillería. En 1948 fue nombrado Ministro extraoficial de la España franquista en México. Al parecer, habría mantenido buenas relaciones con la comunidad española exiliada. El 20 de febrero de 1950 fue asesinado en pleno centro de Ciudad de México por el anarquista Gabriel Fleitas Rouco.
Fue condecorado póstumamente con la Gran Cruz de la Orden de Isabel la Católica.